# Pachyporospora lamellaris
Pachyporospora lamellaris is een soort in de taxonomische indeling van de Myzozoa, een stam van microscopische parasitaire dieren. Het organisme komt uit het geslacht Pachyporospora en behoort tot de familie Porosporidae. Pachyporospora lamellaris werd in 1953 ontdekt door Bogolepova.